# Monika Hess
Monika Hess, née le 24 mai 1964, est une skieuse alpine suisse.
Elle est la fille d’Annemarie Waser et la cousine d'Erika Hess.

## Coupe du monde
- Meilleur résultat au classement général : 24e en 1983-1984
  - 1 victoire : 1 combiné

| Saison/Classement | Général | Général | Slalom | Slalom | Slalom géant | Slalom géant | Combiné | Combiné |
| Saison/Classement | Class.  | Points  | Class. | Points | Class.       | Points       | Class.  | Points  |
| ----------------- | ------- | ------- | ------ | ------ | ------------ | ------------ | ------- | ------- |
| 1981-1982         | 38e     | 30      | -      | -      | 11e          | 30           | -       | -       |
| 1982-1983         | 35e     | 38      | 18e    | 20     | 22e          | 18           | -       | -       |
| 1983-1984         | 24e     | 55      | 13e    | 42     | 22e          | 17           | -       | -       |
| 1984-1985         | 79e     | 3       | -      | -      | 41e          | 3            | -       | -       |
| 1985-1986         | 29e     | 52      | 16e    | 25     | 40e          | 2            | 7e      | 25      |
| 1986-1987         | 68e     | 7       | 36e    | 1      | 31e          | 6            | -       | -       |

| Saison / Épreuve | Combiné       | Total |
| ---------------- | ------------- | ----- |
| 1985-1986        | Saint-Gervais | 1     |
| Total            | 1             | 1     |

## Arlberg-Kandahar
- Meilleur résultat : 3e place dans le slalom 1983-84 à Sestrières